# Liste der Victorious-Figuren

Logo der Serie Victorious

Die Liste der Victorious-Figuren beschreibt die Haupt- und wichtigsten Nebenfiguren der US-amerikanischen Fernsehserie Victorious.

## Hauptfiguren

### Tori Vega

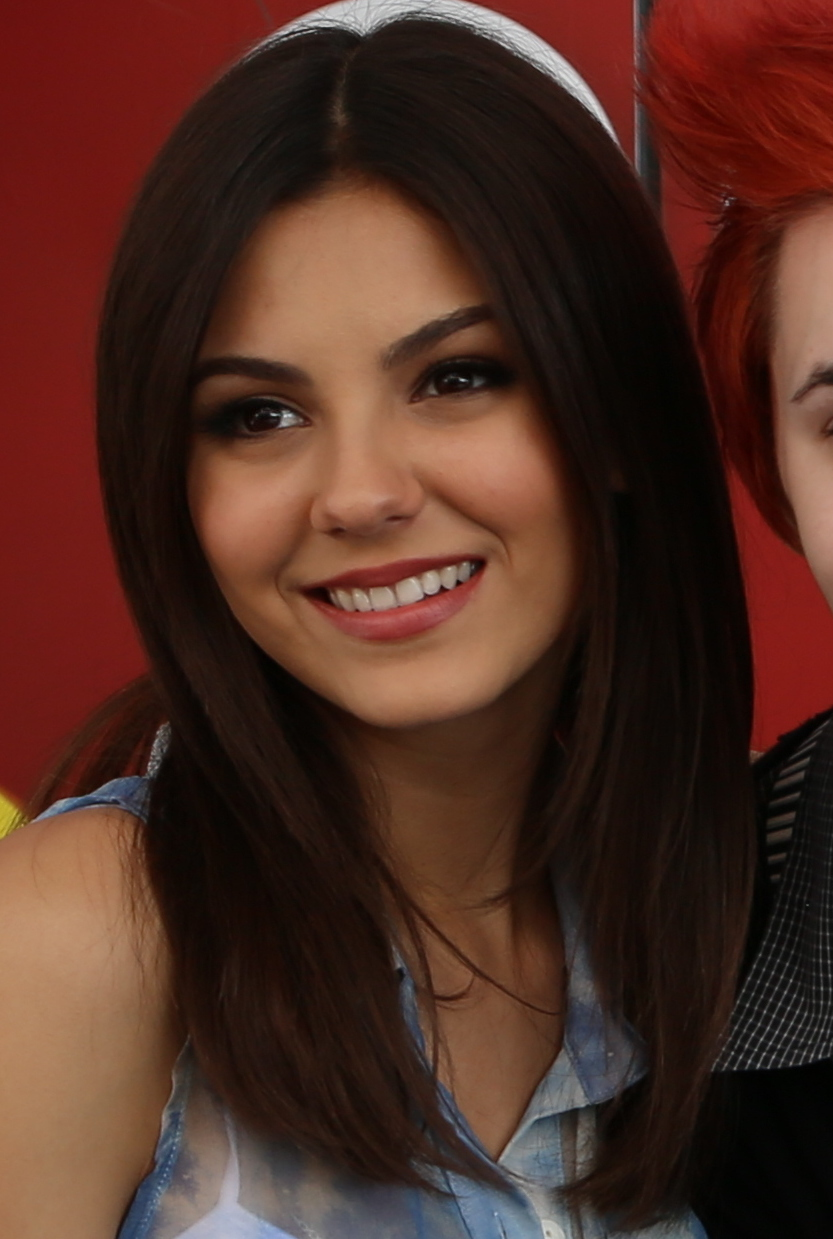
Victoria Justice spielt Tori

Tori Vega ist die Hauptfigur der Serie. Sie ist zu Beginn der Serie 16 Jahre alt und besucht die Schauspielschule Hollywood Arts. Vorher ging sie auf die Sherwood High School. Tori ist lateinamerikanischer Abstammung und kann fließend spanisch sprechen. Sie ist kreativ, nett, fürsorglich, vergebend, verantwortlich und freundlich, sie kann aber auch hinterhältig und rachsüchtig sein. Sie kümmert sich sehr um ihre Freunde und Familie und hilft ihnen bei allen möglichen Problemen.
Als sie ihrer Schwester, Trina, die bereits vor Tori an der Hollywood Arts zur Schule geht, für ihren Auftritt beim Big Show Case hilft, lernt sie Trinas Partner André Harris kennen. Tori freundet sich sehr schnell mit André an und ist seine beste Freundin. Am Abend des Big Showcase springt Tori unerwartet beim Auftritt ihrer erkrankten Schwester für sie ein. Dieser Auftritt gefällt dem Rektor der Hollywood Arts so sehr, dass er Tori anbietet die Hollywood Arts zu besuchen, was sie auch annimmt.
An ihrem ersten Tag an der neuen Schule freundet sich Tori mit Cat Valentine, Beck Oliver und Robbie Shapiro an. Aufgrund eines Missverständnisses will Jade nicht mit Tori befreundet sein und macht ihr das Leben an der Hollywood Arts schwer. Tori hat im Grunde nichts gegen eine Freundschaft mit Jade und gibt ihr Bestes um sich mit Jade zu vertragen.

### André Harris

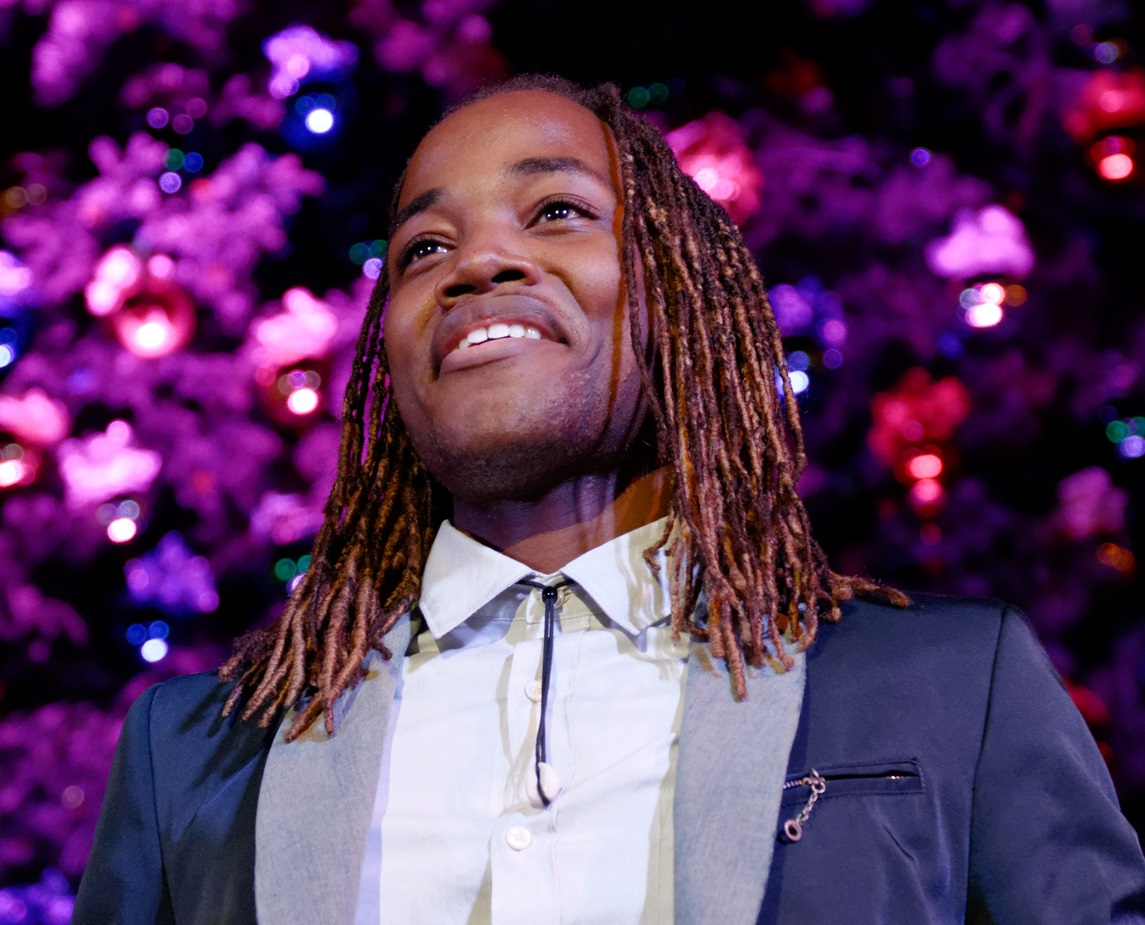
Leon Thomas III spielt Andre

André Harris ist Toris bester Freund und ein talentierter Musiker und Songwriter. Er kann sehr viele Instrumente spielen, darunter Gitarre, Keyboard, Piano, Piccoloflöte und Horn, er bevorzugt aber das Keyboard und das Piano. André spielt bei fast allen Liedern, die Tori singt, im Hintergrund mit. Er liebt es, auf der Bühne zu stehen, und nimmt seine Begabung sehr ernst. In der Folge Diddly-Bops sang André zum ersten Mal ein Lied in der Serie. In der Folge Jade Gets Crushed entwickelt er Gefühle für Jade, als die beiden gemeinsam ein Lied schrieben. Tori hilft ihm schließlich, über sie hinwegzukommen.
André ist seit Beginn der Serie mit Tori befreundet. Er ist einer der Hauptgründe, warum Tori heute auf die Hollywood Arts geht. Nachdem Jade Kaffee über Tori schüttete und diese deshalb die Schule verlassen wollte, redete André mit ihr und erreichte damit, dass Tori blieb. André ist sehr eng mit Robbie, Cat, Beck und Jade befreundet. Er ist ein guter Zuhörer und hilft Tori und ihren Freunden oft bei Problemen. Er hat eine Cousine namens Kendra und eine verrückte Großmutter namens Charlotte.

### Robbie Shapiro

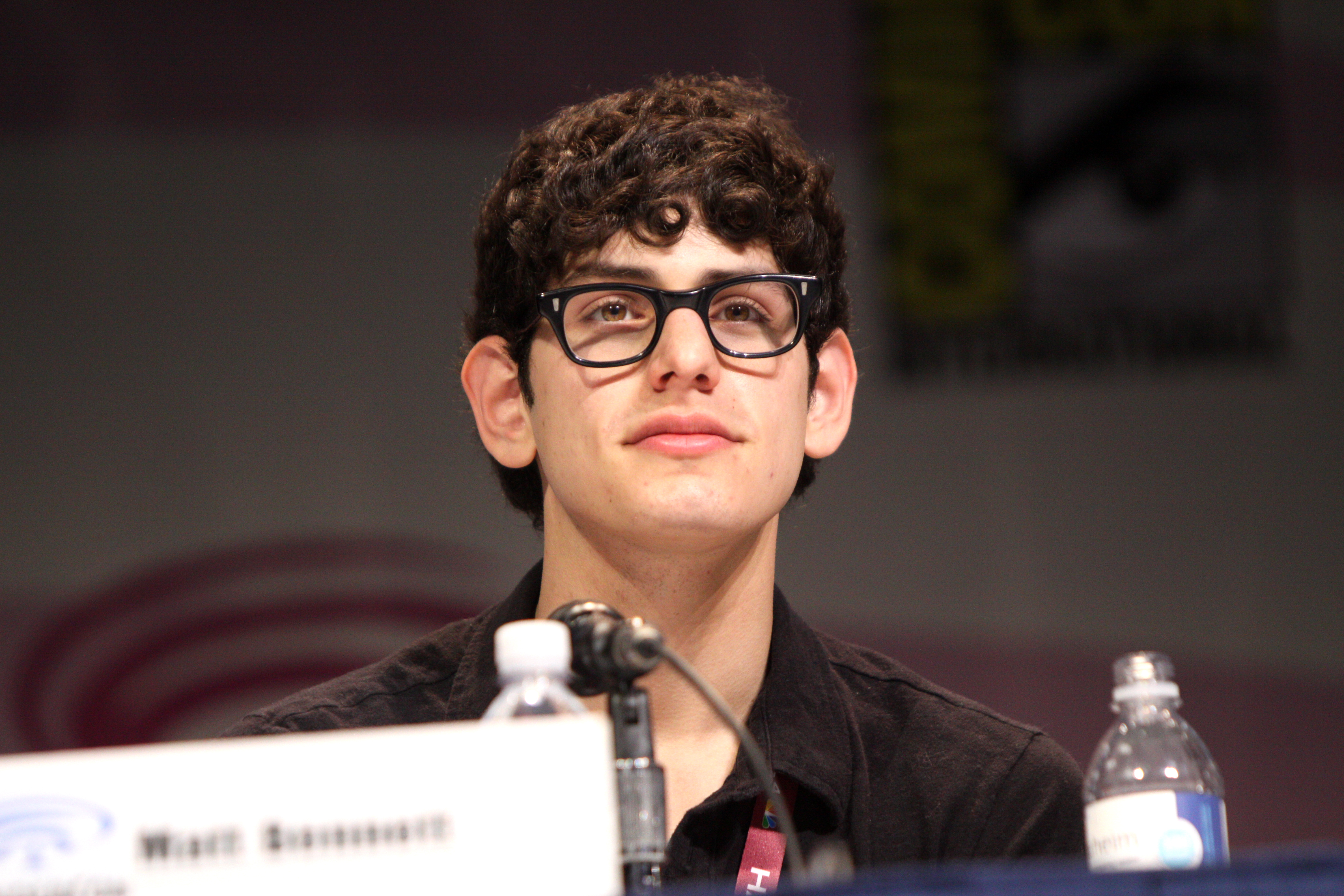
Matt Bennett spielt Robbie

Robbie Shapiro ist einer von Toris Freunden der Hollywood Arts. Er ist ein großartiger Bauchredner und benutzt seine Begabung oft, um seine wahren Gefühle auszudrücken. Er besitzt eine Handpuppe namens Rex, welche er fast immer bei sich hat und ihn oft beleidigt. Robbie behandelt Rex wie einen normalen Menschen und hasst es, wenn Leute ihn Puppe nennen.
Robbie ist ein schüchterner und ungeschickter Schüler. Er ist sehr unsicher und fürchtet sich vor Menschen, die mehr Macht haben als er. Robbie wird oft von Jade schikaniert und ist fast immer Teil ihrer Witze. Er kann nur schlecht Beziehungen mit Mädchen eingehen. Er benutzt für seine Recherchen oft sein PearPad, was in seinem Umfeld aber auf wenig Anklang stößt. Robbie scheint Gefühle für Cat zu haben. In der Folge Prom Wercker fragte er Cat nach einem Date für den Schulball. Er besitzt zudem mehrere Kartonfiguren von ihr. Es wird erwähnt, dass er Jude ist.

### Jade West

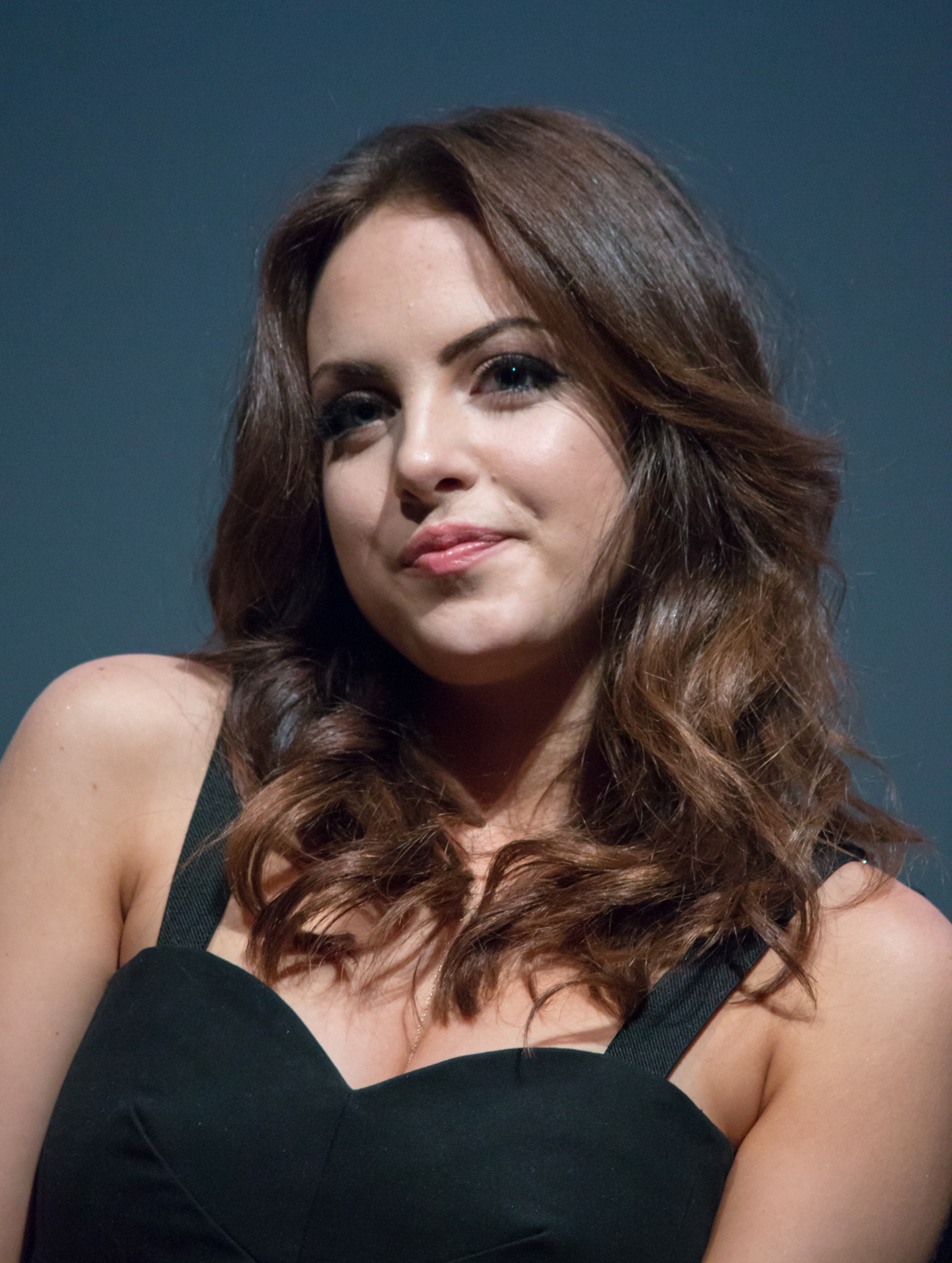
Elizabeth Gillies spielt Jade

Jade West ist die Freundin von Beck. Sie ist die Diva der Schule und hat eine hinterlistige Seite. Jade hat eine sehr angespannte Beziehung zu ihrem Vater. Obwohl Jade und Beck sehr verschieden sind, bedeuten sie einander alles. Sie wird jedoch schnell eifersüchtig, wenn sie ihren Freund mit einem anderen Mädchen zusammen sieht. Jade ist eine sehr talentierte Schauspielerin, Sängerin und Drehbuchautorin. Ab der zweiten Staffel hat sie anstatt braunem schwarzes Haar. Sie trägt meistens schwarze Kleidung und hat zwei Tattoos sowie drei Piercings. Zudem besitzen Jade und Beck die gleiche Halskette, welche sie oft trägt.
Jade macht sich sehr oft über Tori und Robbie lustig. Ein Running Gag der Serie ist, dass Jade Tori oft mit einer Stimme von einer Südstaatenschönheit nachahmt. Tori antwortet darauf meistens mit „So rede ich nicht!“. Jade ist seit der ersten Folge mit Tori verfeindet, weil sie, aufgrund eines Missverständnisses, dachte, Tori flirte mit ihrem Freund. In seltenen Fällen bittet sie Tori aber auch um Hilfe. Tori ist stets bemüht ihre Beziehung zu ihr zu verbessern, egal wie nervig Jade ist. Sie kommt meistens gut mit Cat aus, obwohl sie Jade manchmal fast in den Wahnsinn treibt. Auch mit André versteht sie sich gut.

### Cat Valentine

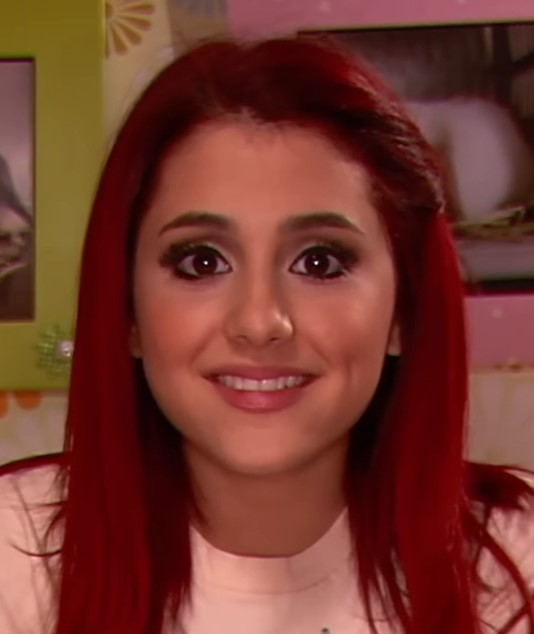
Ariana Grande spielt Cat

Cat Valentine ist eine von Toris Freundinnen der Hollywood Arts. Sie ist meistens gut gelaunt und wird von allen Schülern gemocht. Sie lebt oft in ihrer eigenen Welt. Cat ist sehr empfindlich und sensibel und hat sehr starke Stimmungsschwankungen abhängig davon, was gerade um sie herum passiert. Wenn sie sich angegriffen fühlt, reagiert sie oft mit dem Satz „Was soll das denn bitte bedeuten?!“ Häufig sagt sie Dinge, die keinen Zusammenhang mit dem Gesprächsthema haben.
Cat erzählt ihren Freunden oft verrückte Dinge, die ihrem etwas eigenartigen Bruder widerfahren sind. Sie hat rote Haare, weshalb André sie manchmal „Rotköpfchen“ (englisch: Lil' Red / Little Red) nennt. Es wird erwähnt, dass Cat vielleicht eine Bipolare Störung hat, aufgrund ihrer Stimmungsschwankungen. Cat ist eine sehr gute Sängerin und Schauspielerin. Ihr ursprünglicher Name ist Caterina, aber außer ihrer Großmutter nennen sie alle Cat.

### Beck Oliver

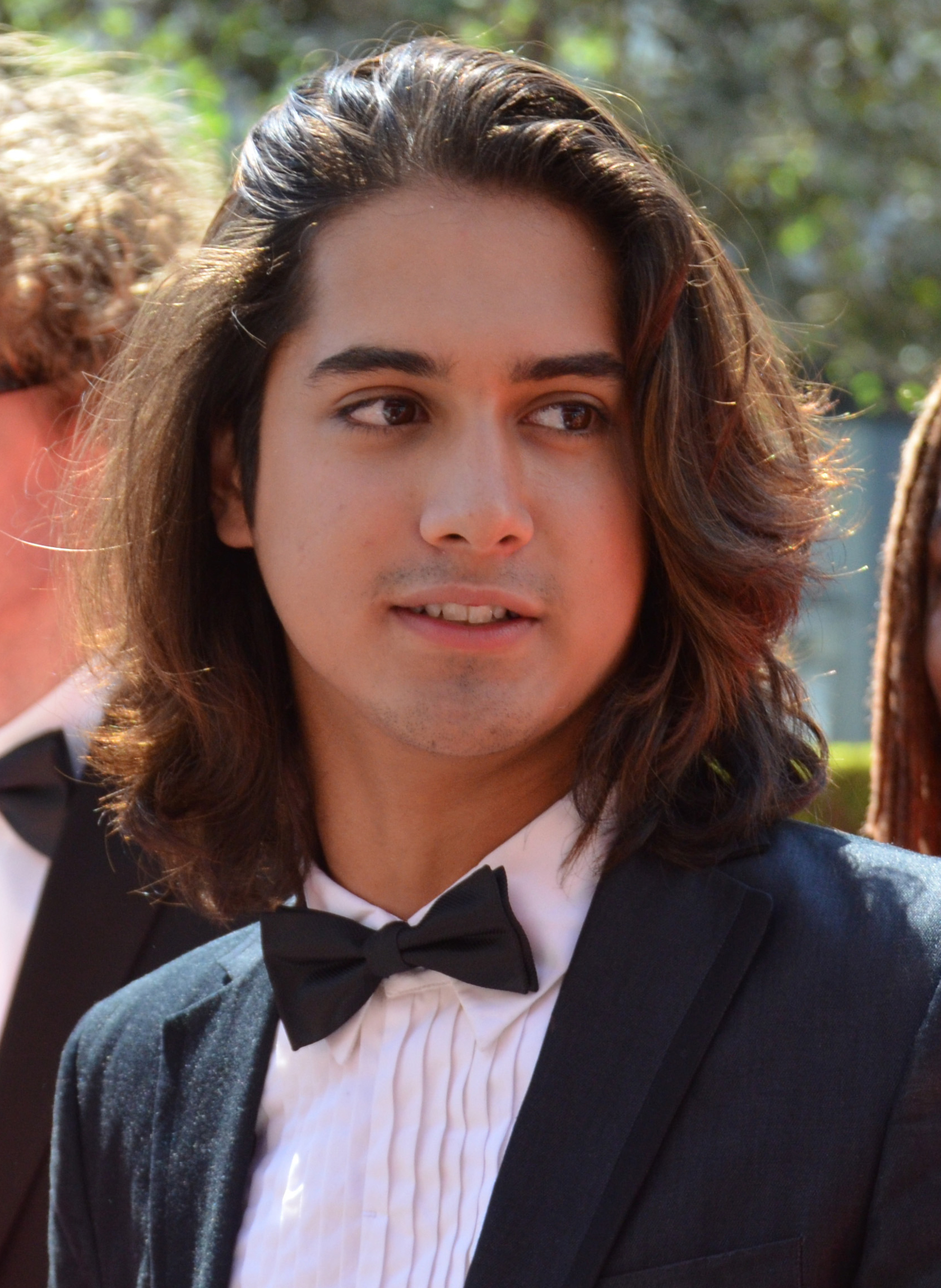
Avan Jogia spielt Beck

Beck Oliver ist der gutaussehende Freund von Jade. Er ist ein lustiger, einfacher, hübscher und am Boden gebliebener Mensch. Er wird oft von Mädchen umrundet, was Jade sehr eifersüchtig macht. Während der ersten Staffel wird erwähnt, dass die beiden seit zwei Jahren zusammen sind. Beck mag es seine Freundin eifersüchtig zu machen, damit er weiß ob Jade ihn noch liebt. Jade findet das überhaupt nicht lustig, sie bemerkt jedoch, dass es keinen Grund gibt eifersüchtig zu sein, da Beck sie über alles liebt.
Obwohl Beck manchmal etwas genervt scheint, meistens in einem Zusammenhang mit Robbie oder Trina, bleibt er in der Regel ruhig und gelassen. Er und André sind schon seit langer Zeit sehr gute Freunde. In der ersten Folge küsste er Tori, nachdem diese ihn im Rahmen einer alphabetischen Improvisation dazu aufgefordert hatte. Beck lebt in einem Wohnwagen, der in der Auffahrt vor dem Haus seiner Eltern steht, da er dort nach seinen eigenen Regeln leben kann. Jade erwähnt zu Beginn der zweiten Staffel, dass er in Kanada geboren wurde. In der Folge Party mit Victorious ist zu sehen, dass Beck durch nichts zu erschrecken ist.

### Trina Vega

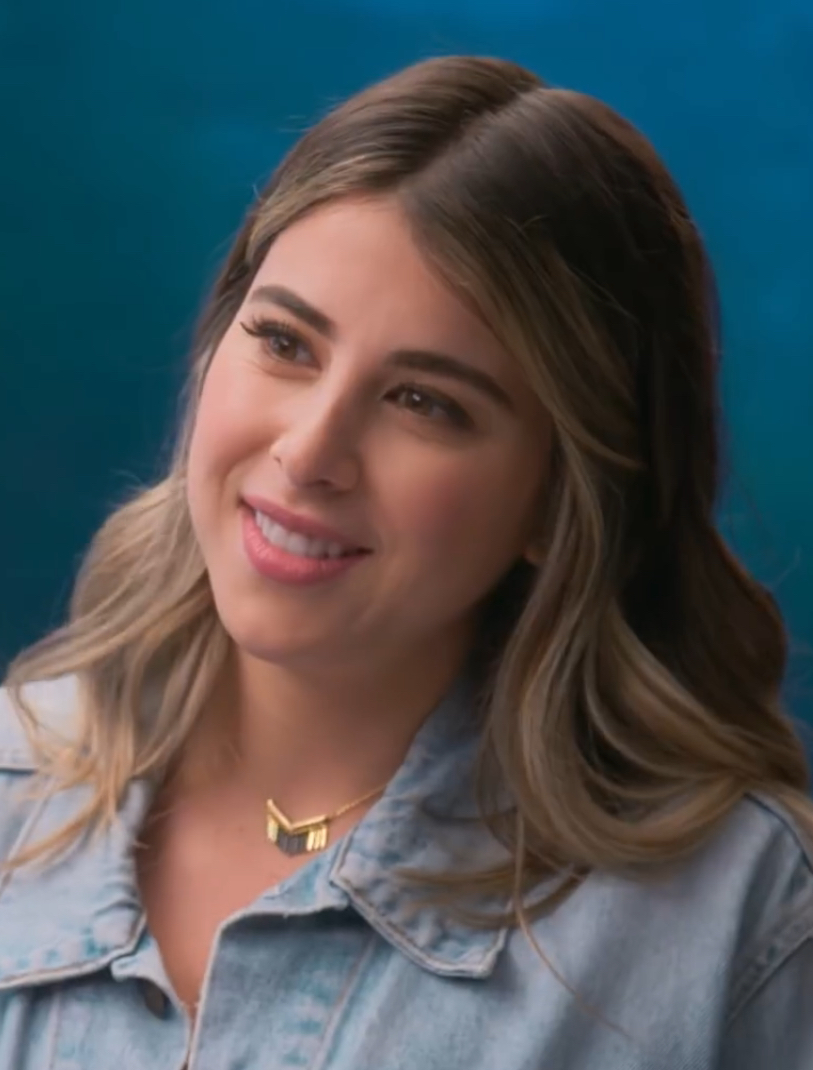
Daniella Monet spielt Trina

Trina Vega ist Toris ältere Schwester. Sie hat große Hoffnungen und Träume eines Tages ein Star zu sein, jedoch scheint sie keine Art von Talent zu haben. Ursprünglich sollte Trina an der Seite von André beim Big Show Case der Hollywood Arts auftreten, bis sie erkrankte. Trina scheint eine sympathische Person zu sein, sobald jemand aber ihr Talent in Frage stellt, kann sie schnell zur Diva werden. Cat ist die Einzige mit der Trina einigermaßen gut auskommt.
Trina glaubt, dass die Schauspielerei und der Gesang ihre Bestimmung sei, obwohl sie keines von beiden wirklich beherrscht. Sikowitz hat Trina auf die Hollywood Arts aufgenommen, weil er aufgrund von schlechter Kokosnussmilch Halluzinationen hatte. Trina ist sehr oberflächlich und egoistisch. In einigen Folgen zeigt sich Trina aber auch fürsorglich, indem sie sich um ihre Schwester kümmert und Tori bei ihren Problemen hilft. In der Folge Helen Back Again wurde Trina von der Hollywood Arts geworfen, auf Grund eines Missverständnisses weiß sie das jedoch nicht. Durch einen Trick kann Tori erreichen, dass ihre Schwester wieder an der Schule aufgenommen wird.

## Nebenfiguren

### Sinjin van Cleef
Sinjin van Cleef ist ein seltsamer und unheimlicher Schüler der Hollywood Arts, der seinen Mitschülern oft Fragen aufwirft. Auf seinem Spind hat er Essensreste geklebt, zudem sammelt er Zähne von Verwandten von Präsidenten der Vereinigten Staaten und liebt Disco-Musik. Er ist in Jade verliebt und vergöttert sie, obwohl Jade ihn verachtet. In der Folge Über den Wolken brach er sogar in ihr Haus ein. Es ist nicht bekannt, wie er auf die Hollywood Arts gekommen ist. Sinjin baut die meisten Bühnenbilder und ist bei Aufführungen der Schule oftmals hinter der Bühne für Licht- und Soundeffekte zuständig, außerdem ist er Leiter für Spezialeffekte. Sein Name ist eine Anspielung auf das Onlinespiel World of Warcraft und kommt vom Boss namens Edwin van Cleef und der Stadt Sen'jin Village. Er ist in fast jeder Folge zu sehen.

### Burf
Burf ist ein Schüler der Hollywood Arts und Sinjin's bester Freund. Er hat genauso verrückte Eigenarten wie Sinjin, ist dunkelhäutig und hat eine Afro-Frisur.
Sikowitz findet ihn nervig und bittet ihn sich einen neuen Haarschnitt zuzulegen, jedoch beauftragt er Burf einmal, Tori und Jade im Restaurant Nozu auszuspionieren. Burfs Markenzeichen ist eine gelbe Paprika, die er wie einen Apfel aufisst. Allerdings isst er Kartoffeln und Gurken auch auf die gleiche Weise wie einen Apfel.

### Erwin Sikowitz
Erwin Sikowitz ist ein etwas merkwürdiger Schauspiellehrer der Hollywood Arts. Seine Lehrmethoden sind meist fragwürdig und seltsam, zeigen aber oft großen Erfolg. Aus unerklärlichen Gründen geht er immer barfuß. Sein Lieblingsgetränk ist Kokosnuss-Milch. Tori gab ihm an ihrem ersten Schultag zwei Dollar, weil sie dachte, er wäre ein Obdachloser. Sikowitz half André, Robbie, Jade, Cat und Beck bei der Gründung eines gefakten Tischtennis-Teams, um Geld von der Schule zu bekommen. In der Folge Diddly-Bops wird erwähnt, dass Sikowitz 34 Jahre alt ist. Außer in der ersten Folge wird er von seinen Schülern „Sikowitz“, anstatt „Mr. Sikowitz“, genannt. Er hat einen Neffen namens Jason.

### Lane Alexander
Lane Alexander ist der Vertrauenslehrer der Schule. Er versucht die Probleme der Schüler an der Hollywood Arts zu lösen, was ihm meistens sehr gut gelingt. Er verkündet oft wichtige Neuigkeiten an der Schule. Er hasst trockene Haut und reibt sich deshalb seine Hände oft mit Lotion ein. Lane hat einen Neffen namens Devin. In der Folge The Wood war er derjenige, der das Fernsehteam verjagte, nachdem die Schüler der Hollywood Arts aufgrund der Show lauter verrückte Dinge angestellt hatten. In der gleichen Folge ist ersichtlich, dass er in Rage kein Problem damit hat, Gewalt anzuwenden.

### David und Holly Vega
David und Holly Vega sind die Eltern von Tori und Trina. Sie sind sehr glückliche und liebevolle Eltern, ziehen sich aber eher aus den Problemen ihrer Töchter zurück. In der Folge Das hässliche Entlein verbrachten sie das Wochenende in Santa Barbara, weil Trina die Weisheitszähne gezogen wurden. Mr. Vega ist ein Polizist, was Tori und Trina manchmal zu ihrem Vorteil nutzen.

### Charlotte Harris
Charlotte Harris ist Andrés verrückte Großmutter. In der Folge Heiß, heiß, heiß! erwähnt André, dass seine Großmutter vor sechs Jahren ihren Verstand verloren hat. Sie hat vor fast allem Angst und verlässt ihr Haus deshalb nur sehr selten. Wenn sie auf eine unbekannte Person trifft, versteckt sie sich so schnell wie möglich und schreit: „Ich kenne Sie nicht!“. Bisher war sie in den Folgen Die Neue, Über den Wolken, Eine Nacht bei Sikowitz, Driving Miss Tori und Party mit Victorious zu sehen.

### Festus
Festus ist ein Verkäufer des Grub Trucks, einem Imbissladen auf dem Asphalt Café. In der Folge The Wood mussten Robbie und Trina kurzzeitig seinen Job übernehmen, da sie ihn verletzt hatten. Nachdem Tori und Jade in derselben Episode sein Auto zerstört hatten, mussten sie ihn in einer Schubkarre nach Hause fahren. Er erzählte Tori über sein Heimatland Yerba und erwähnte, dass sie dort gratis im Hotel seines Bruders übernachten können, wenn sie als Gegenleistung jeden Abend ein Lied singen werden. Er war bisher in den Folgen Hoch lebe Crystal Waters!, The Wood, Locked Up und Party mit Victorious zu sehen.

### Mr. Eikner
Mr. Eikner war der Schulleiter der Hollywood Arts. In der Folge Helen legte er sein Amt als Rektor der Hollywood Arts nieder, weil er mehr Zeit mit seiner neuen Freundin verbringen will. Er ist in den Folgen Die Neue und Helen zu sehen.

### Cats Bruder
Cats Bruder ist der seltsame Bruder von Cat. Obwohl er bisher keinen Auftritt in der Serie hatte, wird er von Cat sehr oft erwähnt. Gemäß ihren Angaben ist er oft in komische und verrückte Szenarien verwickelt, bei denen er verletzt wird. Beispielsweise soll er einmal Cats Armband aufgegessen haben oder aus dem vierten Stock auf einen Bus gestürzt sein. Zudem wurde er in Japan niedergeschlagen und ein anderes Mal wurde er beinahe von einem Clown ausgeknipst, außerdem biss er Cat einmal in der Nacht in den Fuß. Seine Lieblingseissorte ist Stinky Nutblast, wie in der Folge Ice Cream for Ke$ha erwähnt wird.

## Gastauftritte

### Helen Dubois
Helen Dubois ist die Schulleiterin der Hollywood Arts. Sie hat nur einen Auftritt in der Folge Helen. Sie ist eine wiederkehrende Figur in der Serie Drake & Josh.

### Mrs. Shapiro
Mrs. Shapiro ist Robbies Großmutter. Sie lebt zusammen mit ihrem Ehemann Maury. Sie kann Cat nicht leiden und hat keine Ahnung von Computern, weshalb sie oft Robbie um Hilfe ruft. Sie war nur in der Folge Ein Song für Trina zu sehen.

### Melinda Murray
Melinda Murray ist eine Schauspielerin in Becks Stück. Sie tritt stur, mürrisch und hartnäckig auf. Sie feuerte Beck, weil er die Rolle falsch ausgesprochen hat. Nebenbei feuerte sie auch Tori, weil sie sie kritisierte. Tori flehte sie an Becks Rolle wieder zurückzubekommen, aber als Melinda zu Tori gesagt hat, sie soll verschwinden, wird ihre Hand von einem Pfeil verletzt. Am Ende wird sie in ein Krankenhaus gebracht. Sie ist nur in der Folge Hoch lebe Crystal Waters zu sehen.

### Ryder Daniels
Ryder Daniels ist ein Schüler der Hollywood Arts und mit Tori in einer Musikgruppe. Tori hatte Ryder eingeladen, zu ihr nach Hause zu kommen. Tori lässt sich von Trina überreden in seinem Handy zu schnüffeln. Als Ryder zurückkommt und sie erwischt, ist er enttäuscht und geht. Es stellt sich heraus, dass Ryder Tori benutzt hat, damit er eine gute Note bekommt. Daraufhin ist Tori wütend und singt ein Lied, das Ryder nicht gefällt. Er ist nur in der Folge Ein Solo für 2 zu sehen.

### Fawn „Ponnie“ Libowitz
Ponnie ist eine ehemalige Schülerin der Hollywood Arts. Sie wurde von der Schule verwiesen, da sie an einer geistigen Krankheit leidet. Sie taucht nur in der Episode Die irre Ponnie auf. Sie konnte sich aber auf die Hollywood Arts schleichen und traf dort absichtlich auf Tori. Sie täuschte eine Freundschaft mit Tori vor und wollte Tori als verrückt bloßstellen um wieder auf die Hollywood Arts zu können. Sie drohte Tori und stalkte sie. Sie behauptete, sie wurde von der Schule verwiesen, um Platz für Tori zu schaffen. Tori konnte mit Hilfe ihrer Mutter und eines Kollegen ihres Vaters Ponnie stellen, und Sikowitz klärte Tori über Ponni (bzw. Fawn) auf. Fawn wurde eingesperrt, konnte aber entkommen und tarnte sich als Polizistin, um Tori und Trina zu entführen. Wie die beiden entkommen konnten, wurde nicht gezeigt.

### Daniel „Danny“
Daniel war früher an der Sherwood High mit Tori zusammen und kommt in der Folge Cats neuer Freund mit Cat zusammen. Tori bespritzt Daniel und Cat aus Eifersucht mit heißem Käse und küsst ihn dann. Cat sieht das und ist sauer auf Tori.

### Lendall
Lendall ist der Sohn von Dr. Levinson, einem Arzt. Er wird als Loser bezeichnet, da er faul, dick und hässlich ist. Tori konnte Trina durch einen Trick dazu überreden, mit ihm auszugehen. Seitdem ruft er Trina öfters an.

### Hope Quincy
Hope ist die Tochter von dem Musikproduzenten Shawn Quincy und ehemalige Freundin von André. Sie ist ein verwöhntes, kontrollierendes, mürrisches und respektloses Mädchen. Sie zwingt André, Kleidungen zu tragen, die sie ihm gibt. Am Ende der Episode verletzt sie sich durch ein Erdbeben den Kopf und wird in einem Krankenhaus gebracht. Sie ist nur in der Folge Eine schrecklich fiese Freundin zu sehen.

### Vizedirektor Dickers
Vizedirektor Dickers ist der Vizedirektor der Hollywood Arts. Er lässt Tori, Andre, Robbie, Jade, Beck und Cat nachsitzen, da sie zu spät in dem Unterricht waren. Er ist streng und brüllt die anderen an, wenn sie mit ihm reden. Er hat nur einen Auftritt in der Folge Tori und die Frühstücksbande.

### Moose
Moose ist ein Junge aus Kanada, der mit Beck befreundet ist. Tori, Jade und Cat versuchen Moose für sich zu gewinnen. Wie sich später herausstellt, erklärt Moose, dass er auf kanadische Mädchen stehe, die auf Eishockey stehen und groß sind. Am Ende der Episode ist er mit Jade in einem Auto und sie küssen sich. Er ist nur in der Folge Alle lieben Moose zu sehen.

### Jarold Ardbeg
Jarold ist ein Junge, der nur in der Episode Der Hambone-König zu sehen ist. Er behauptet der Hambone-König zu sein. Als er das Video von Robbie sah, wie er Hambone tanzt, fordert er Robbie zum Hambone heraus und konnte somit gewinnen. Tori erwähnt, dass sie vor sieben Jahren mit Jarold Hambone getanzt hat. Sie möchte Jarold herausfordern, welches sie am Ende schließlich gewinnt. Er ist mit Merl gut befreundet.